# Элемент Адамара
Элемент Адамара в квантовых вычислениях — квантовый логический элемент, который представляет собой вращение на один кубит. Он отображает состояния на основе кубита «0» и «1» в два состояния суперпозиции с равным весом состояний вычислительной базы «0» и «1».